# 일본 내무성
내무성(일본어: 内務省)은 1873년부터 1947년 12월 31일까지 존재한  일본의 중앙행정기관으로, 연합군 최고사령부의 지령으로 해체되었다. 내정과 민정을 담당하였으며, 장인 내무대신은 총리대신 다음에 해당하는 부총리의 지위를 가지고 있었다.
철도나 통신을 비롯하여, 대장성·사법성·문부성 등의 소관 사항을 제외한 내정 전반에 걸친 권한을 가지고 있었다. 그러나 나중에 농림성이나 운수성 등이 독립하면서, 다이쇼 시대에는 지방행정과 경찰, 토목, 위생, 사회, 국가신토 등의 분야로 한정되었지만, 지방 행정을 통해 각 기관의 업무에 직·간접적으로 관여하며 내정에서 중심 지위를 계속 유지하였다.
만주사변 및 중일 전쟁 이후 전쟁의 기운이 엄습하자 방공 등의 업무를 소관으로 하였으며, 국민 정신 총동원 운동 등의 동원 사업의 중심이 되었다. 1938년에는 위생과 사회 양 국이 후생성으로 독립했지만, 당시 인사는 내무성과 일체로 운용되었다. 내무성 차관과 경보국장, 경시총감은 ‘내무성 3역’으로 불리는 중요 직책으로, 퇴임 이후에는 거의 절반이 귀족원의 칙선의원이 되었다.
제2차 세계 대전 이후 연합군 최고사령부가 특별고등경찰과 검열, 국가 신토 등의 폐지를 지시하였으며, 중앙집권적 경찰제도의 전면적인 개혁을 요구했다. 또한 경찰 간부 중에서도 공직 추방 대상이 된 관료가 속출하였고, 일본국 헌법의 공포로 내무성 관료가 취임하던 도도부현 지사가 선출직이 되는 등 지방 행정에도 큰 변화가 있었다. 결국 1947년말, 일본의 민주화에는 내무성의 분권화가 그 근본이 된다고 생각한 연합군 최고사령부가 폐지를 지령하여 내무성의 74년여의 역사가 막을 내리게 되었다.
내무성이 담당하던 업무는 넓은 부분에 걸치지만, 지금의 행정 조직을 통해 살펴보면 지방 행정은 각 도도부현 및 자치성과 그 후신인 일본 총무성에 계승되었다. 경찰 부분은 국가공안위원회와 경찰청이, 토목은 건설성을 거쳐 국토교통성이, 위생 및 사회 부분은 후생성과 노동성의 후신인 후생노동성이 담당하고 있다. 이러한 부처를 가리켜 ‘구 내무성계 관청’이라고 부를 때가 많다. 기타 수사 업무 및 국가 신토 등의 업무도 각 중앙 기관의 하부조직으로 계승되었다.